# Ton Wentink
Arnoldus Antonius Ludovicus Gerardus (Ton) Wentink (Ginneken en Bavel, 1941) is een Nederlands bedrijfskundige en emeritus hoogleraar Management en Organisatie aan de Tilburg University. Hij is bekend van zijn werk op het gebied van business performance management en kwaliteitsmanagement.

## Levensloop

### Studie en eerste carrièrestappen
Wentink studeerde in 1964 af in economie aan de Katholieke Hogeschool Tilburg, en promoveerde aldaar in 1975 aan de  op het proefschrift, getiteld Sociale planning in de verzorgingsstaat : mogelijkheden en beperkingen.
Na zijn afstuderen startte Wentink zijn wetenschappelijke loopbaan aan de Katholieke Hogeschool Tilburg, Na zijn werkte hij enige tijd als onderzoeker bij het IVA, Instituut voor Sociaal-Wetenschappelijk Onderzoek in Tilburg. Samen met Ruud de Moor en Theo van der Net publiceerde hij in de jaren 1970 het boek 'Sociologie en onderwijs, en Wentink in 1978 zelf publiceerde het boek Sociologie van de ekonomie.

### Verdere carrière
In de jaren 1980 ging Wentink in Tilburg werken als onderzoeker en bestuurder bij de stichting CPI, Centrum Productiviteit Informatiearbeid, Vandaaruit deed hij onderzoek naar kantoorautomatisering, productiviteitsverbetering en de strategische functie van informatietechnologie.
Aan de Tilburg University aan de Faculteit Sociale Wetenschappen kreeg Wentink een aanstelling als bijzonder hoogleraar Management van Productiviteit en Kwaliteit, en werkte daarnaast aan de TIAS School for Business and Society. Zijn onderzoeksinteresse verschoof richting kwaliteitsmanagement en  business performance management.

## Publicaties
- Ton Wentink. Sociale planning in de verzorgingsstaat : mogelijkheden en beperkingen. 's-Gravenhage : Vuga-boekerij, 1975.
- Ruud de Moor, Theo van der Net en Ton Wentink, Sociologie en onderwijs, Vuga-Boekerij, 1978.
- Ton Wentink, Sociologie van de ekonomie, Vuga-Boekerij, 1978.
- Ton Wentink. Leiderschap in Kwaliteitsmanagement. Brussel, België: VUB Press, 1994.
- Ton Wentink. Kwaliteitsmanagement en Organisatieontwikkeling. Utrecht, Nederland: Lemma, 1999.
- Ton Wentink. Kwaliteitsmanagement, Bedrijfsvoering en Organisatieontwikkeling. Utrecht, Nederland: Lemma, 2005.
- Ton Wentink (red.). Business Performance Management. Den Haag, Nederland: Boom Onderwijs, 2008.
- Ton Wentink (red.). Perspectieven op Management. Den Haag, Nederland: Boom Onderwijs, 2011.